# Coming on Strong
Albums de Hot Chip
The Warning
(2004)
Coming on Strong est le premier album du groupe Hot Chip, sorti en 2004.

## Titres
Tous les morceaux ont été écrits par Alexis Taylor et Joe Goddard.
1. Take Care (4:06)
2. The Beach Party (4:01)
3. 'Keep Fallin (4:48)
4. Playboy (5:33)
5. Crap Kraft Dinner (6:34)
6. Down With Prince (3:17)
7. Bad Luck (4:03)
8. You Ride, We Ride, In My Ride (5:03)
9. Shining Escalade (5:12)
10. Baby Said (4:56)
11. One One One (3:34)

Les versions canadienne et américaine contiennent trois morceaux supplémentaires :
12. A-B-C (4:33)
13. Hittin' Skittles (4:31)
14. From Drummer to Driver (4:23)